# ダイハツ・JB型エンジン
ダイハツ・JB型エンジンは、1994年（平成6年）から2012年（平成24年）までダイハツ工業が生産していた軽自動車用エンジンの一つである。通称として「森口エンジン」の名で親しまれた。

## 概要
1994年9月にモデルチェンジしたミラ（L500型系）に搭載されてデビューした、ダイハツの軽自動車用としては現在のところ、最初で最後の直列4気筒エンジン。基本仕様は水冷直列4気筒DOHC16バルブEFI、内径61.0mm×行程56.4mm、総排気量659cc。カムシャフトの駆動にはこの当時の軽自動車クラスとしては大変珍しいタイミングチェーンが用いられていた。
多気筒エンジンならではの滑らかな回転、騒音・振動の少なさ、高回転域でのパワフルさ（特にターボ仕様）が特徴。その反面、1気筒当たりの容積が小さく、ショートストロークなため、一般的な軽自動車用エンジンである直列3気筒（同社のEFエンジン含む）にくらべて低回転域のトルク特性や燃費等では5速MTであってもやや不利である。そのため、発進・停止を繰り返すいわゆる「街乗り」よりも、どちらかといえばスポーツ走行に特化したエンジンであるといえる。
このJB（-JL）型をベースに、排気量を713ccに拡大したのがストーリアX4に搭載されたJC-DET型である。このことからも解るようにチューニングベースとしての潜在能力も高く、純正搭載車種はもちろん、本来搭載されていない車種（特に車体が軽いミラのバン仕様）にチューンを施したJB型をスワップしたマシンも存在する。
2012年8月31日を以って初代コペンの生産終了と共にJB型エンジン本体も生産終了となったほか、補給用ASSY部品としての製造も2022年末までに製造終了した。ダイハツは今後軽自動車用エンジンを3気筒に一本化（2014年7月現在の時点において、EF-VE型が存在）することを表明していることもあり、後継となる4気筒エンジンも存在しないと思われる。
車種を現す3桁の形式番号の1の位が「+2」されているかが、搭載車種を見分ける方法である（コペンを除く）。例・L502、L152など

## バリエーション・搭載車種
旧660cc規格車用

### JB-EL
- NA・圧縮比10.0
- 最高出力58PS/7,600rpm・最大トルク5.8kg-m/5,600rpm

L502型ミラ

### JB-JL
- インタークーラー付ターボ・圧縮比8.7
- 最高出力64PS/7,500rpm・最大トルク10.2kg-m/4,000rpm

L502/512S型ミラ

L602S型ムーヴ
現行規格車用

### JB-DET
L902系前期用
- インタークーラー付ターボ・圧縮比8.2
- 最高出力64PS/6,000rpm・最大トルク10.9kg-m/3,200rpm

L802S型オプティ

L902S型ムーヴ
L902系後期用
- インタークーラー付ターボ・圧縮比8.2
- 最高出力64PS/6,000rpm・最大トルク10.2kg-m/3,200rpm

L902/912S型ムーヴ

L952/962S型MAX
L152用
- インタークーラー付ターボ・圧縮比8.2
- 最高出力64PS/6,000rpm・最大トルク10.2kg-m/3,600rpm

L152S型ムーヴ
L880用
- ツインスクロール付ターボ・圧縮比8.2
- 最高出力64PS/6,000rpm・最大トルク11.2kg-m/3,200rpm

L880K型コペン

## リンク
- ダイハツ・エンジン一覧

## 注
1. ↑  L500系ミラの発売当初のテレビCMのキャッチコピー。
2. ↑  2014年7月現在マレーシア市場専売車種プロドゥア・ビバ用のみ生産。